# روبرت إيتكن
روبرت إيتكن (بالإنجليزية: Robert Aitken)‏ هو لاعب كرة قدم أمريكي، (و. 1904  م).